# Jatayu Earth's Center
Le Jatayu Earth’s Center, également connu sous le nom de Jatayu Nature Park ou Jatayu Rock, est un parc et un point d'intérêt touristique situé à Chadayamangalam (en) dans le district de Quilon au Kerala, en Inde. 
Situé en hauteur, le parc essentiellement naturel et rocheux détient la distinction d'avoir une sculpture de Jatayu, qui est la plus grande sculpture d'oiseau du monde (61 mètres de long sur 46 mètres de large et 21 mètres de hauteur).

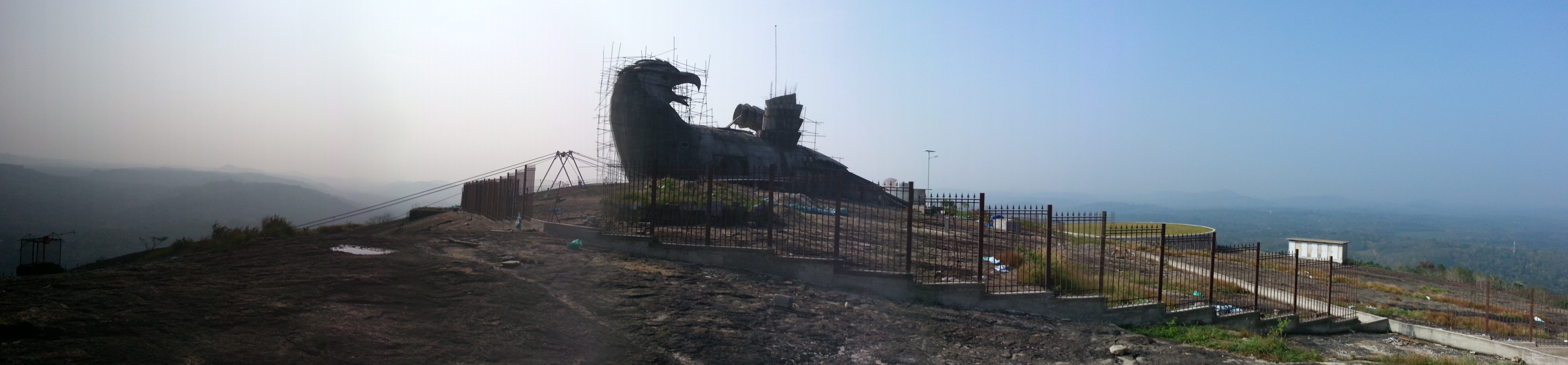
Vue panoramique sur la sculpture d'oiseau en construction.